# 說呼全傳
《說呼全傳》，又名《說呼》、《呼家將》、《呼家後代全傳》、《金鞭記》，是一部中國古典通俗小說，全書共四十回。作者名已佚。目前保存版本為清代乾隆年間的金閶書業堂刊本。《說呼》以描寫北宋名將呼延贊後人呼延得模一門英傑，於宋仁宗時代與國戚龐氏家族之間的抗爭為故事主線。

## 情節
《說呼全傳》講述北宋開國功臣呼延贊之子呼延得模因受奸臣所害，招來滿門抄斬的冤屈之禍。其子呼延守勇及時逃走得存，於是孤身上路找尋因遠在太華而未受屠戳的兄弟呼延守信。然而呼延守勇一直被龐家追殺，幸得包拯、名將王貴後人王汝南等人相助，遠赴新唐國避禍，倖免於難，並徐圖報復。後來守勇之子呼延慶長大成才，巧遇守信後人呼延豹及呼延龍。呼家將重聚後，向八王爺趙德芳求助，輾轉雪冤。最後在宋仁宗的旨意下，呼延家族斬殺龐集，成功復仇，奸人得鋤，呼延家名聲亦得以重振。

## 人物
故事以呼延家子孫呼延守勇、呼延守信、呼延豹、呼延龍及呼延慶為主軸人物，並以龐集為抗爭對象。小說中有不少歷史人物如包拯、杜衍、太監陳琳等均有登場，而與呼延贊同為開國功臣的楊令公（死後英魂）與及其後人楊五郎亦有出現。要注意的是，小說中間中會以「呼」為人物姓氏，或將「延」字拆解為人物名字部份（如稱呼延慶為「延慶」）；這種稱呼是錯誤的，「呼延」為一複姓，不該分開理解。

## 評價
《呼家將》與《楊家將演義》在小說主題上是一脈相承的派系，這些作品都以強調忠義精神與英雄主義為思想骨幹。可是《呼家將》故事內容較粗糙，情節薄弱，行文用語俚俗單調，因而在傳統上未能及得《楊家將》、《說岳全傳》等同類型著名作品般流行於世。

## 圖集

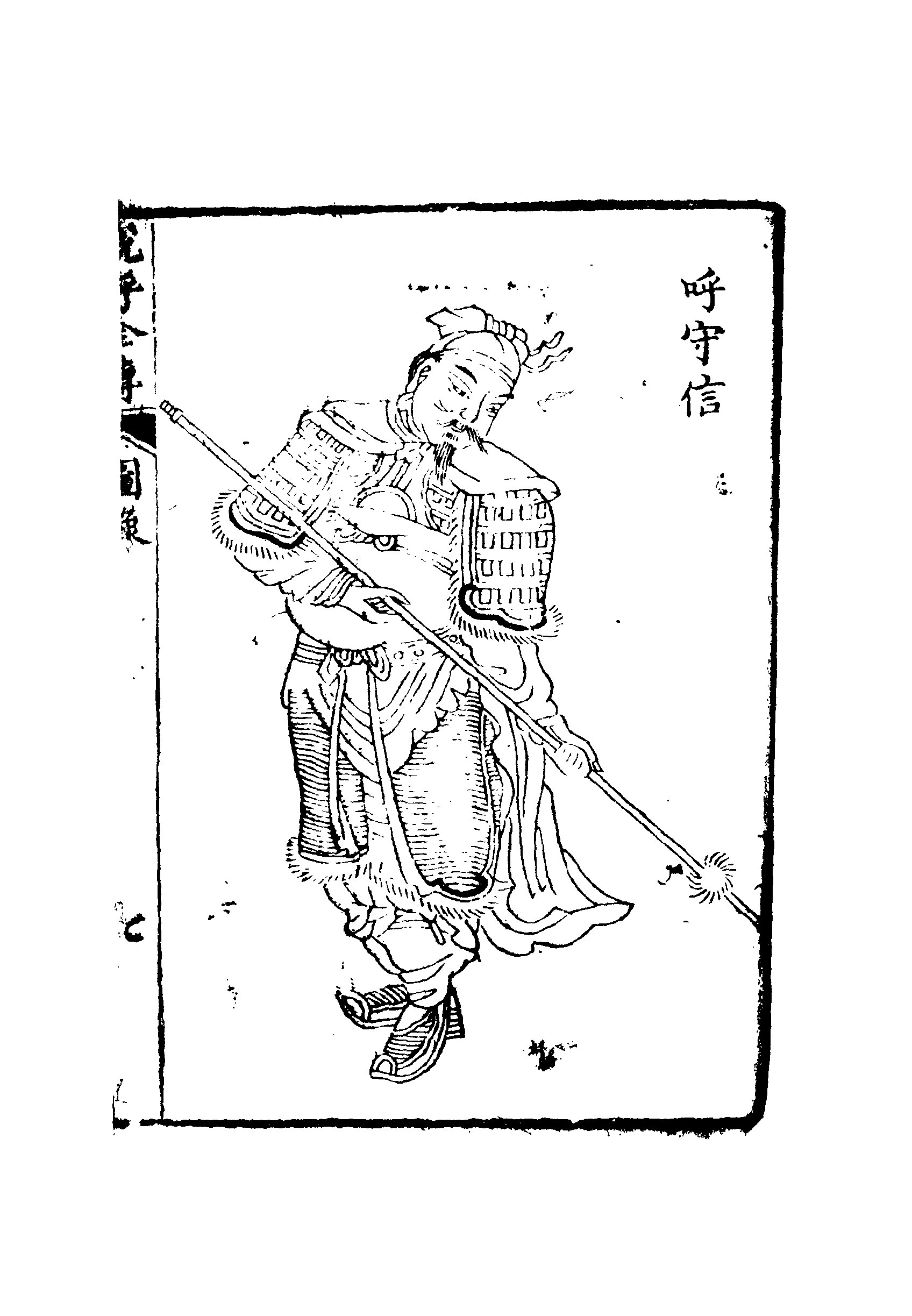
呼守信
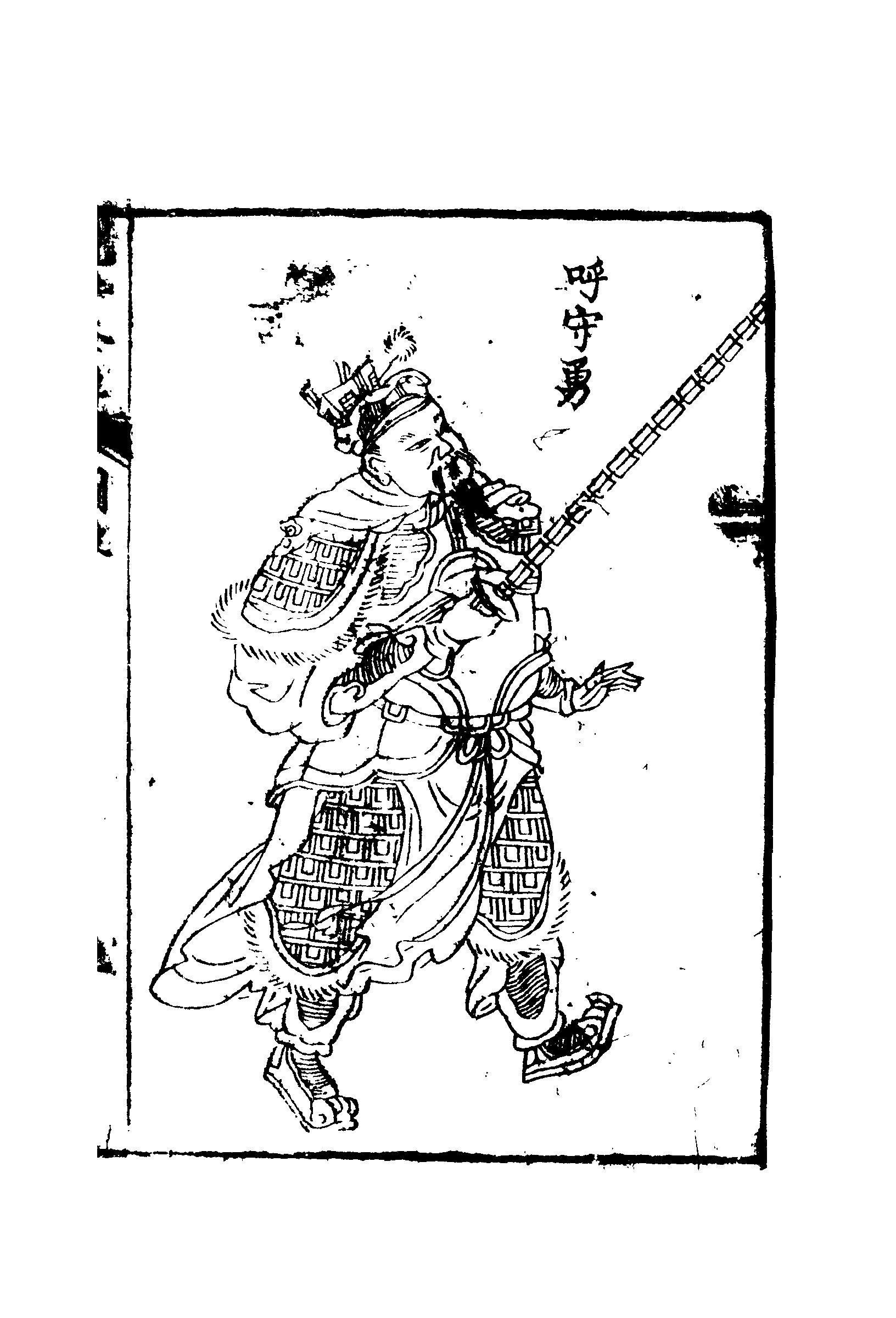
呼守勇
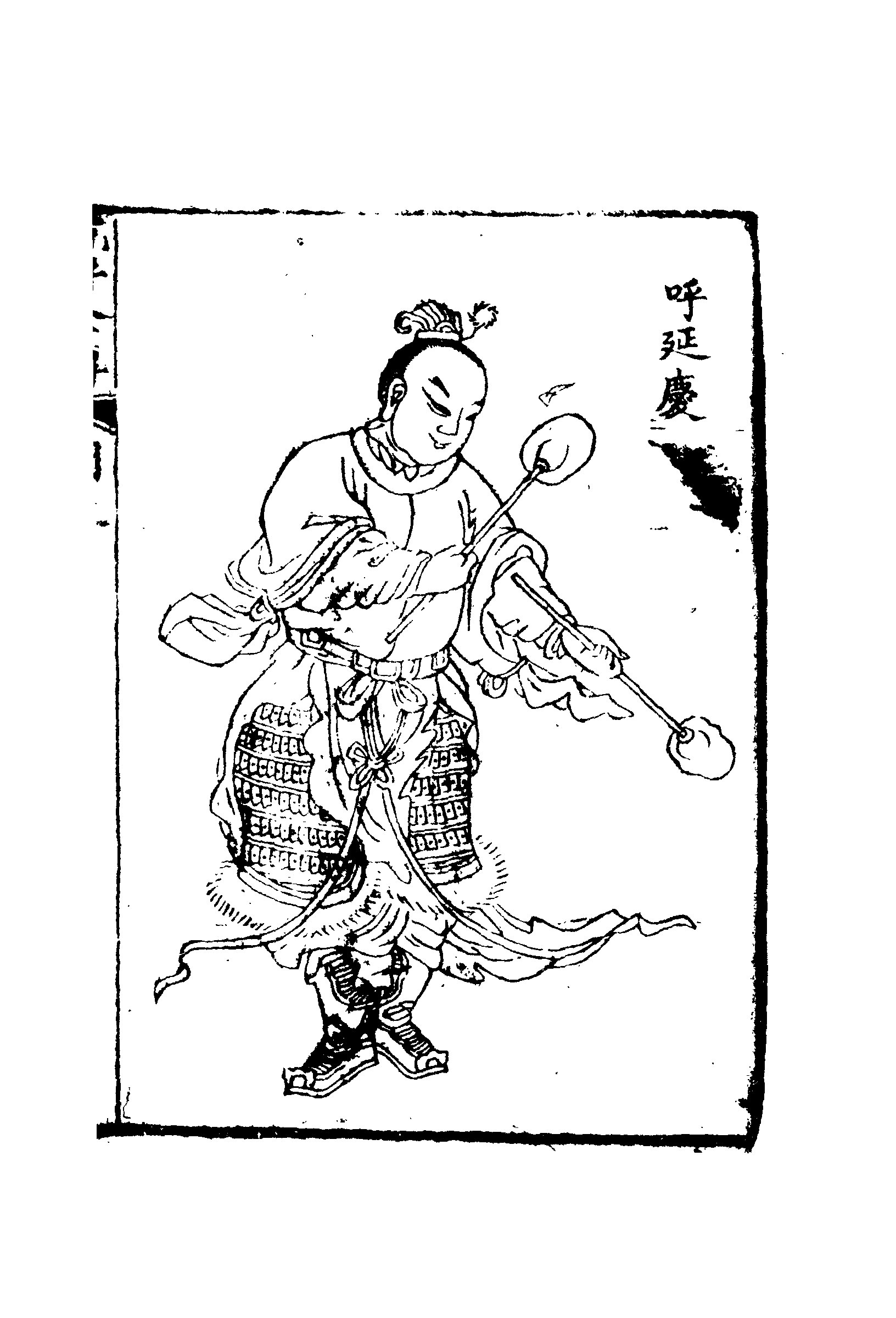
呼延慶
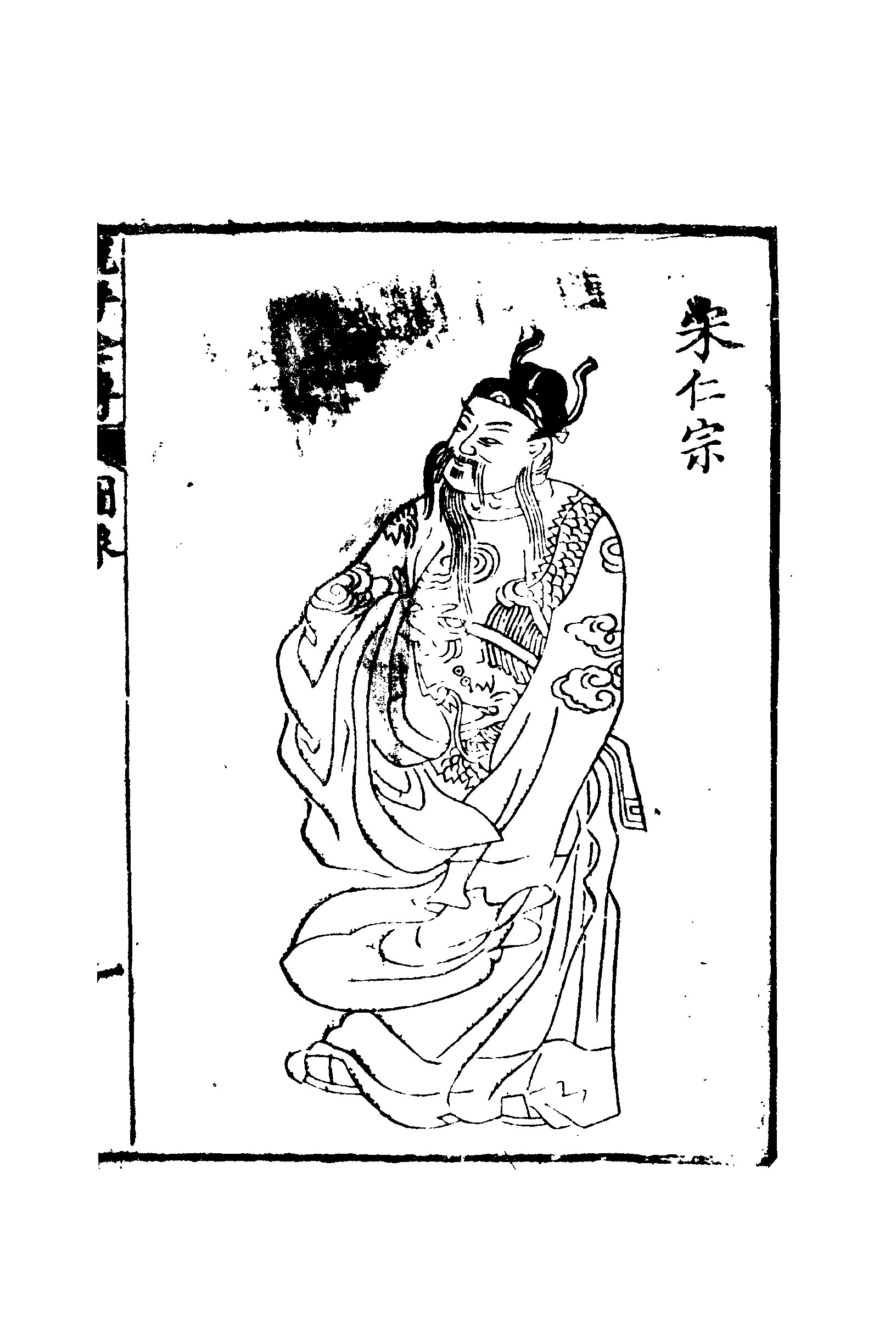
宋仁宗
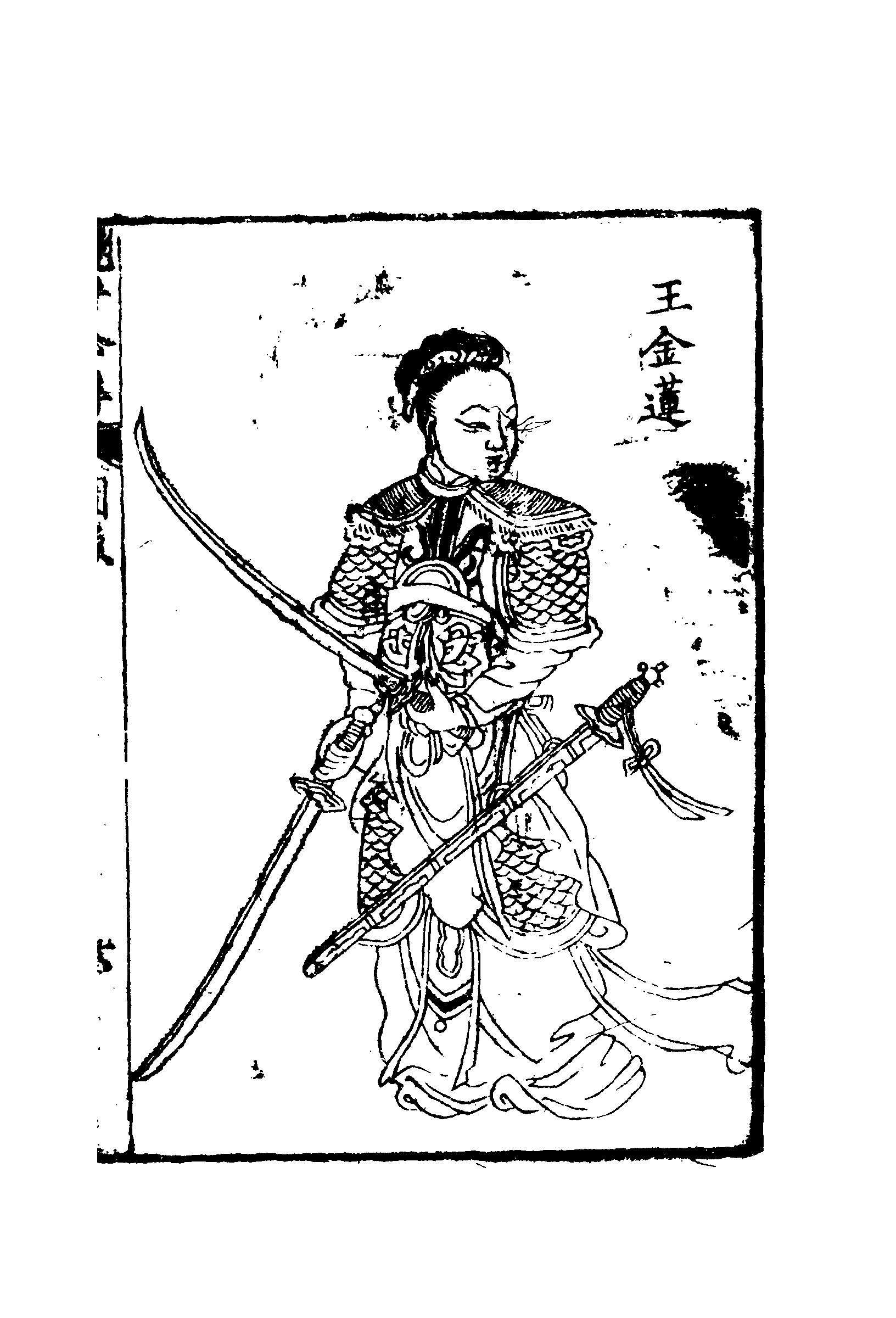
王金蓮
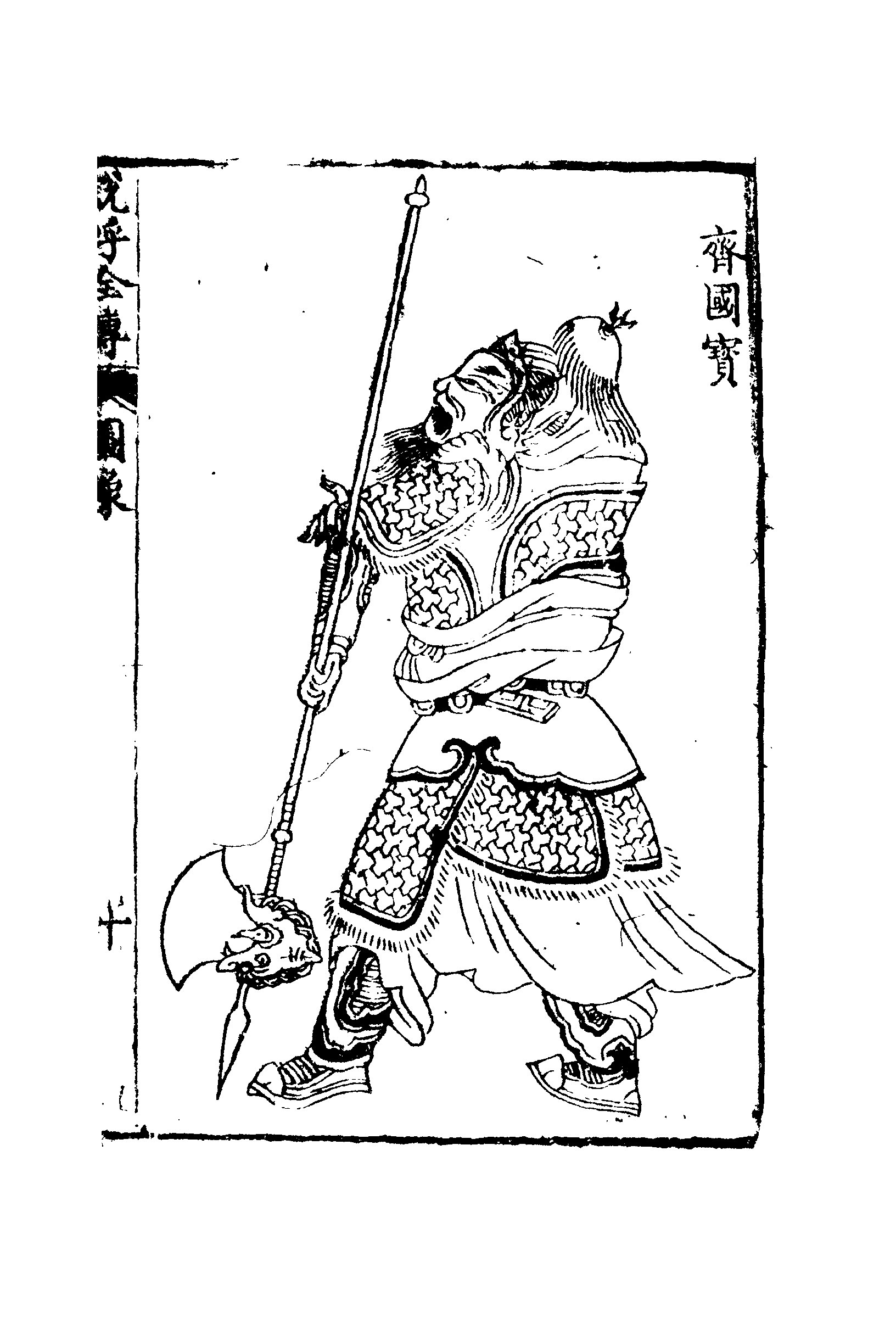
齊國寶
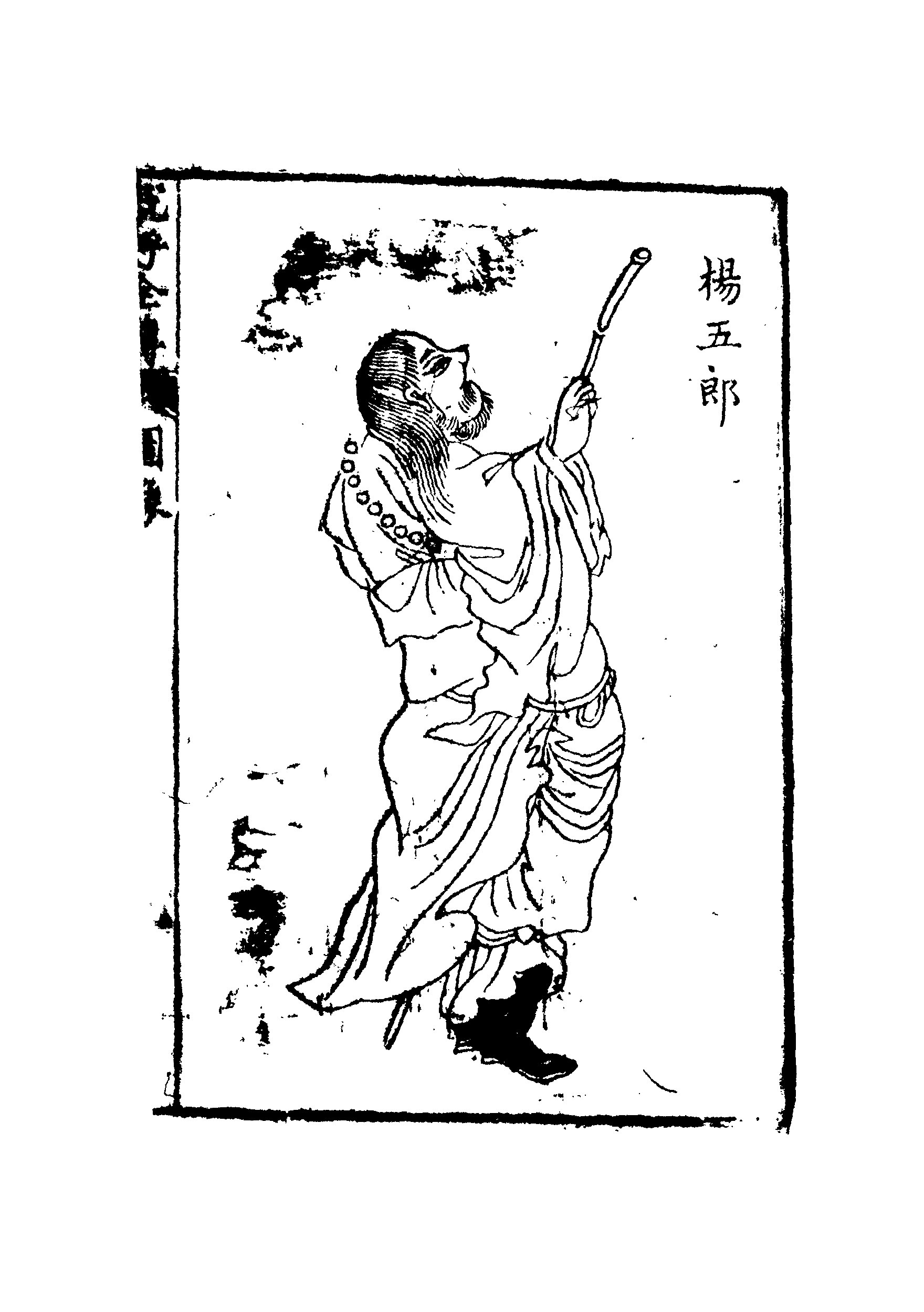
楊五郎
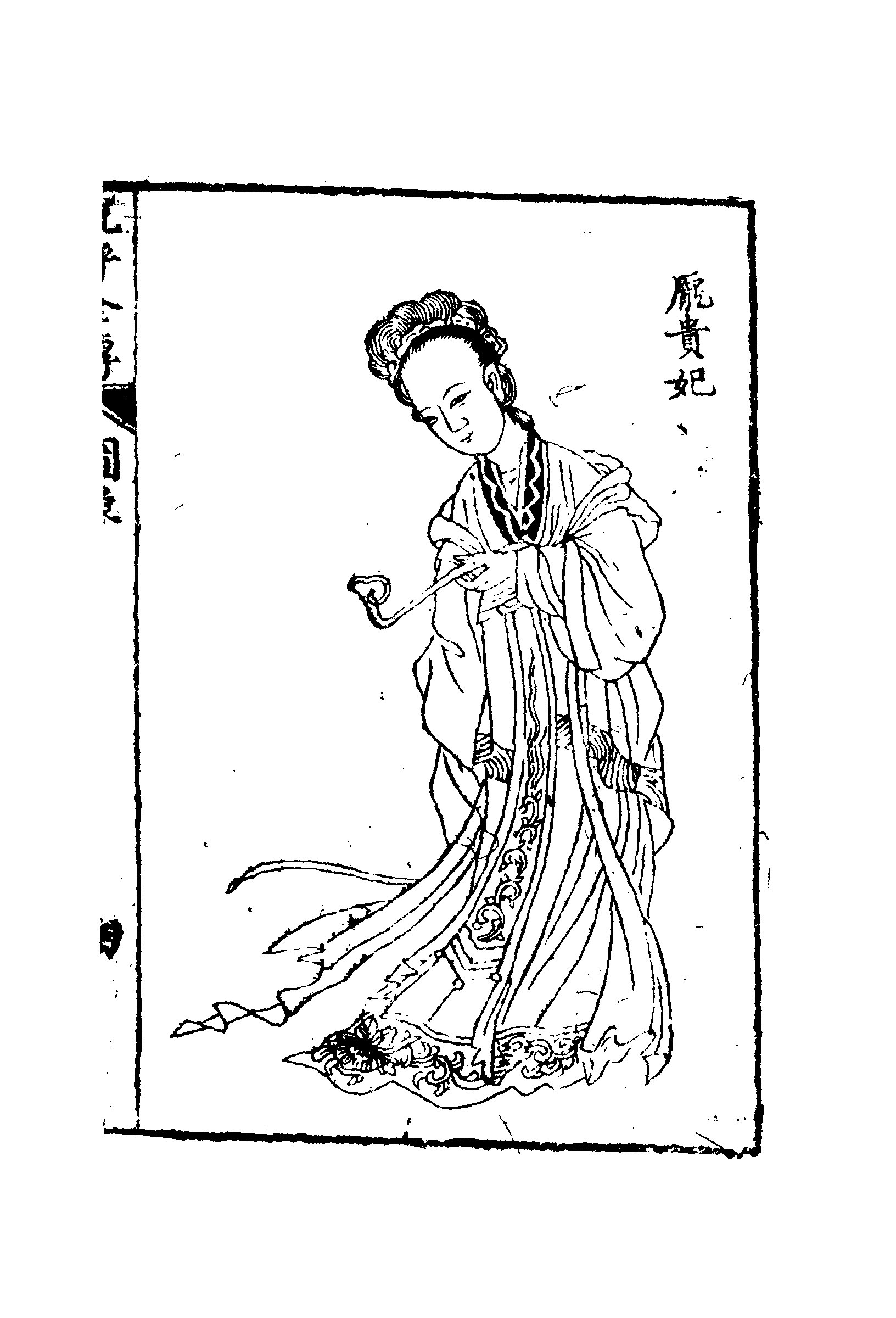
龐貴妃
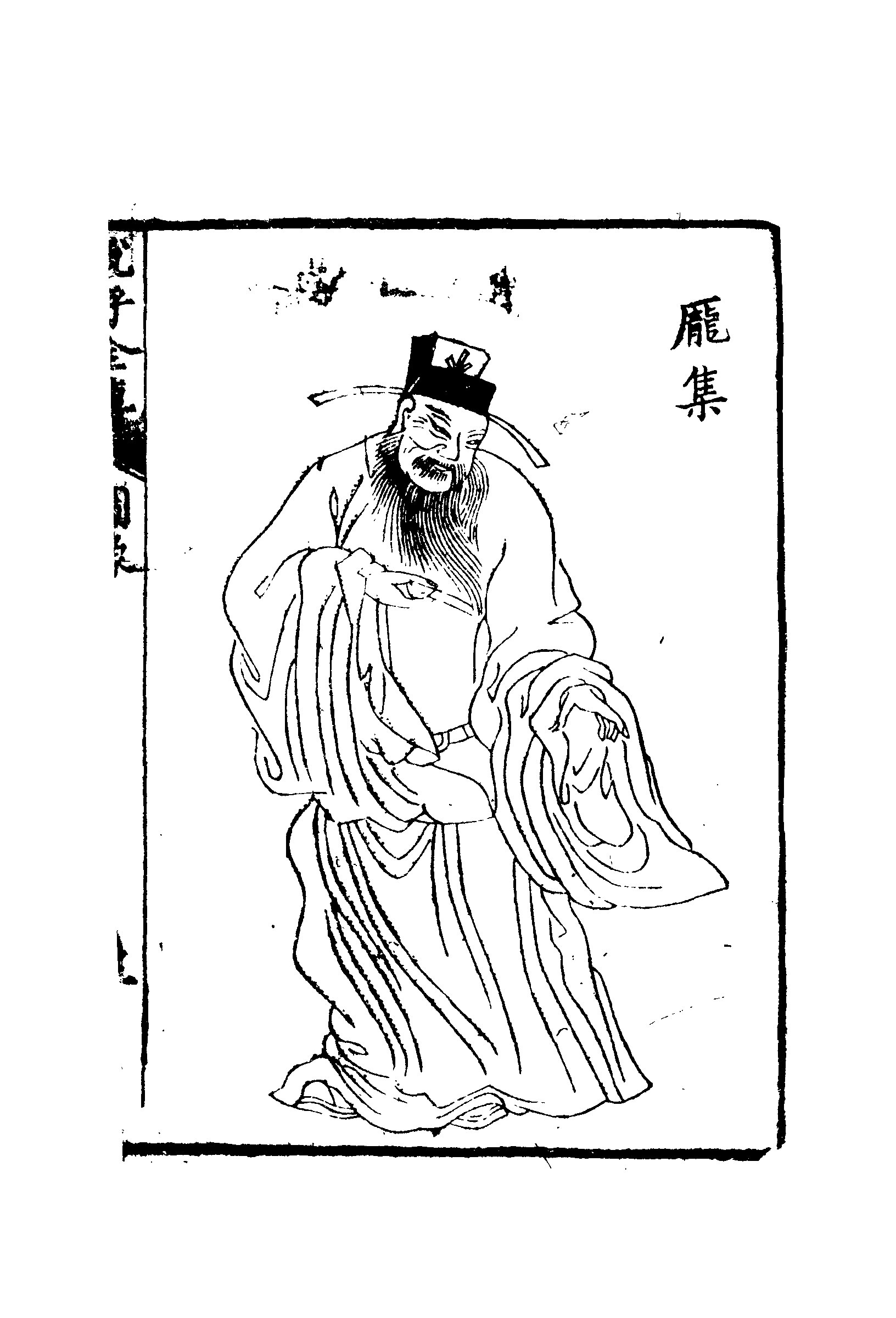
龐集
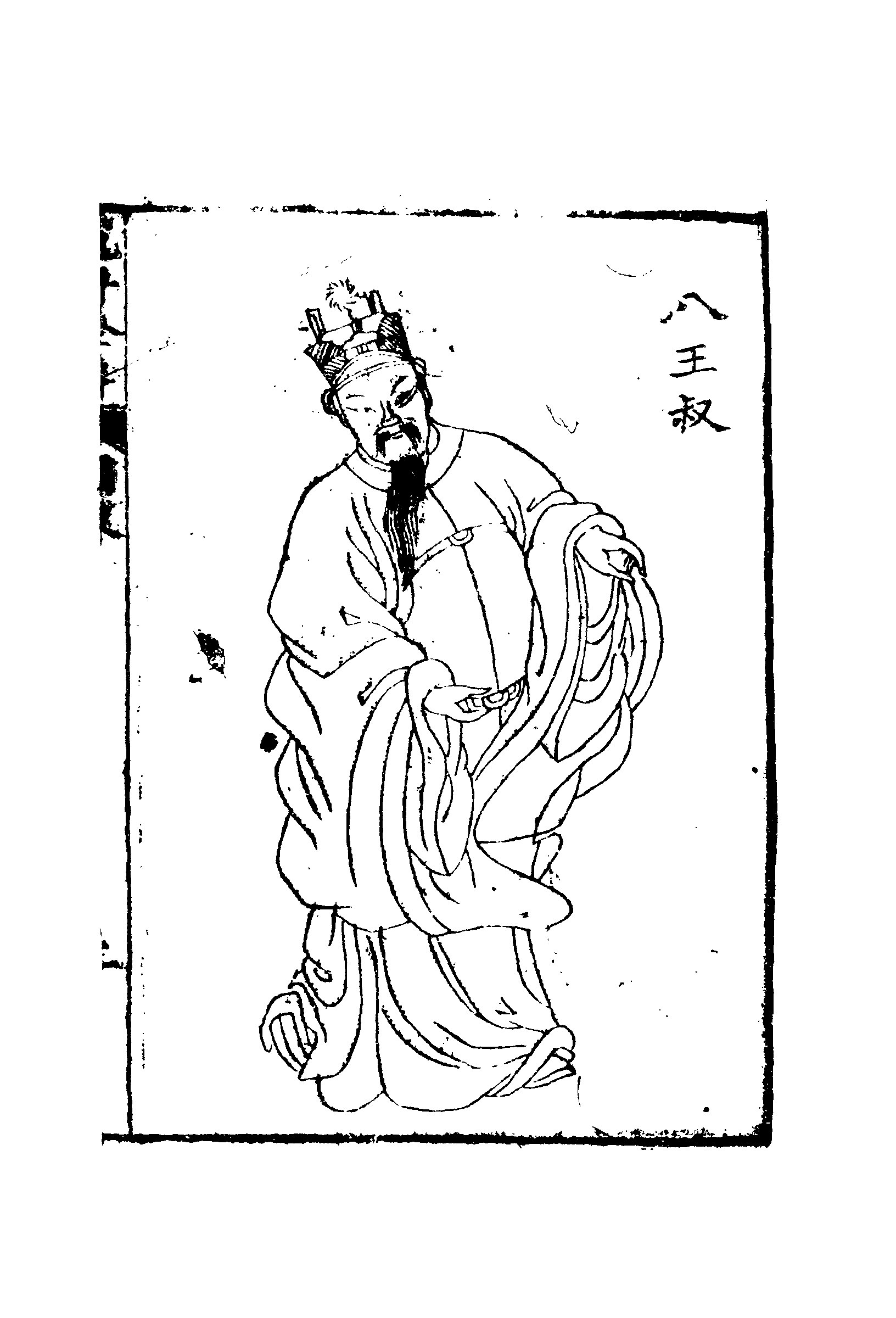
八王叔